# تریمونت (مینه‌سوتا)
تریمونت، مینه‌سوتا (به انگلیسی: Trimont, Minnesota) یک شهر در ایالات متحده آمریکا است که در شهرستان مارتین واقع شده‌است.

## خصوصیات
تریمونت ۱٫۹۲ کیلومترمربع مساحت و ۷۴۷ نفر جمعیت دارد و ۳۷۲ متر بالاتر از سطح دریا واقع شده‌است.